# آکادمی هنرها (هانزافیرتل)

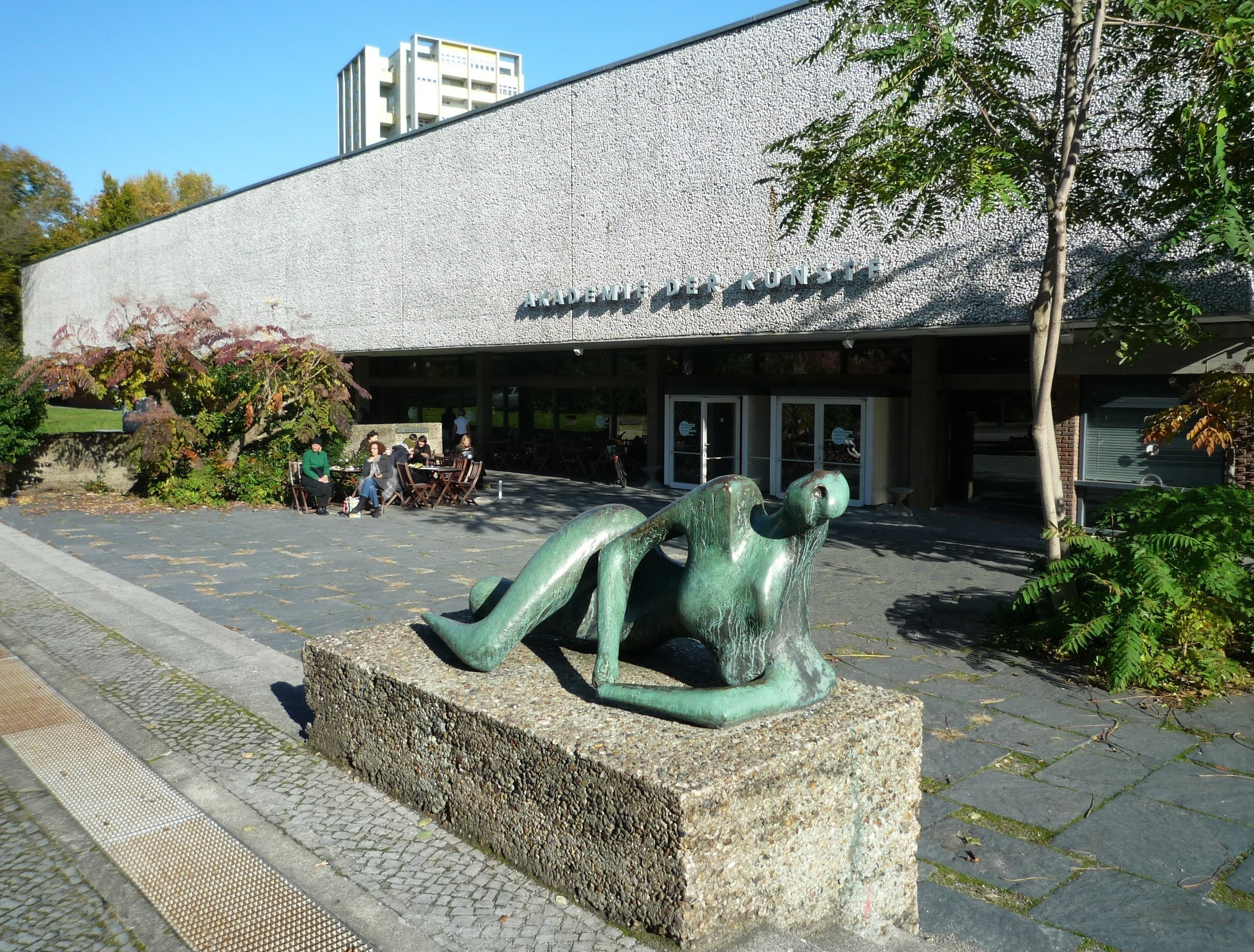
نمایی بیرونی از ساختمان

آکادمی هنرهای هانزافیرتل (به آلمانی: Akademie der Künste (Berlin-Hansaviertel)) یک مرکز هنری در منطقه هانزافیرتل، برلین است.
این مجموعه که در سال ۱۹۵۴ تأسیس شده دارای امکاناتی همچون دو سالن سینما و سالن اجتماعات با ظرفیت‌های ۵۱۸ و ۲۱ نفر است.

## نگارخانه

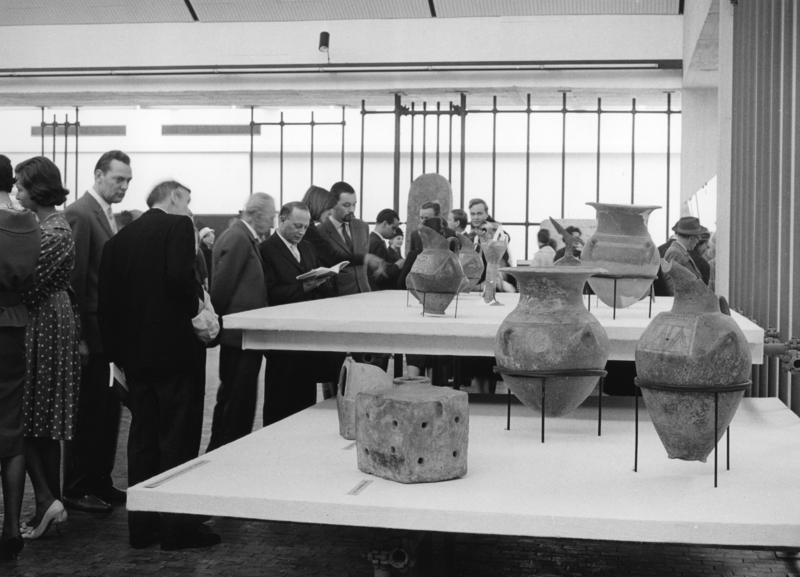
۱۹۶۱
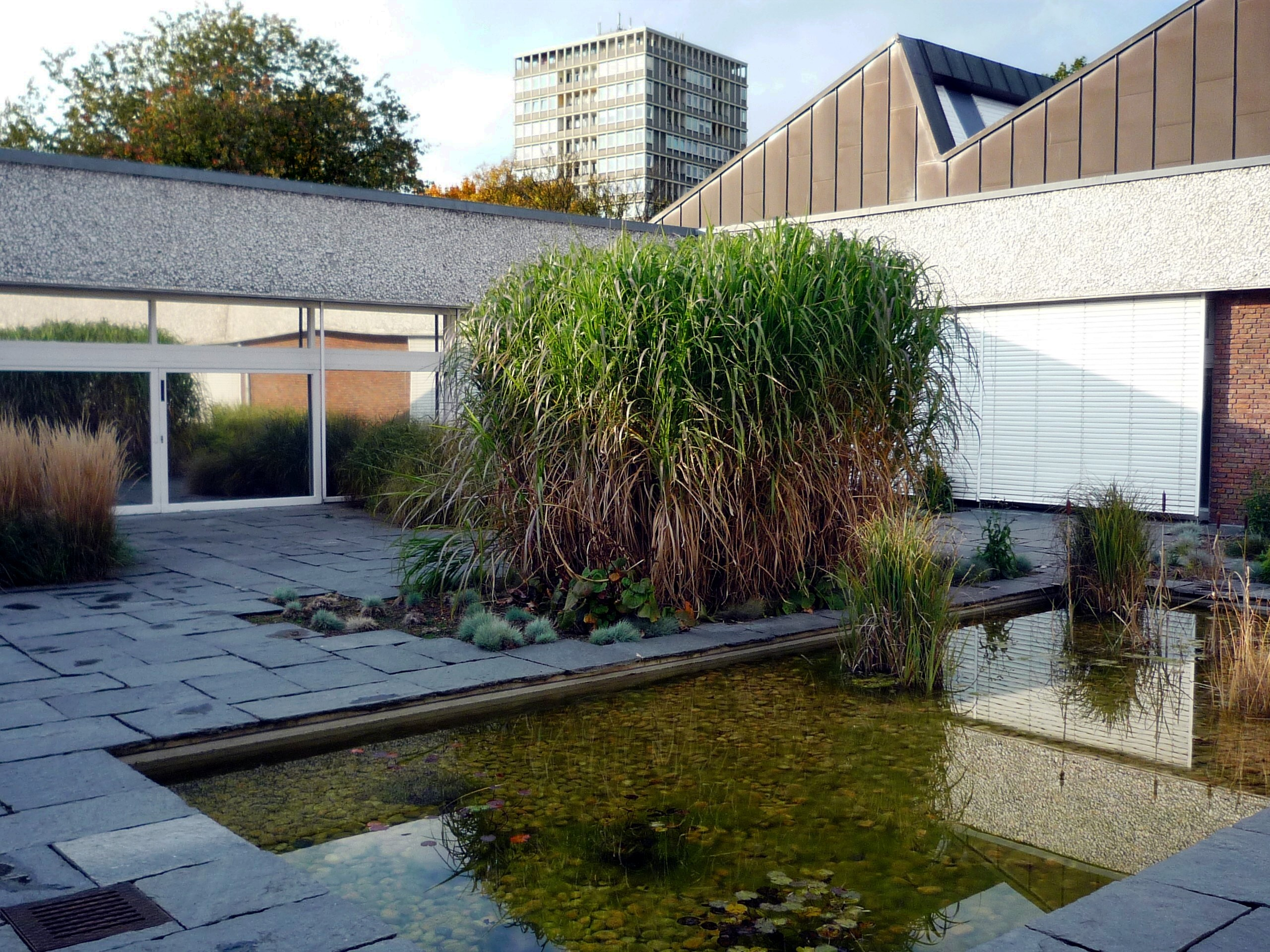
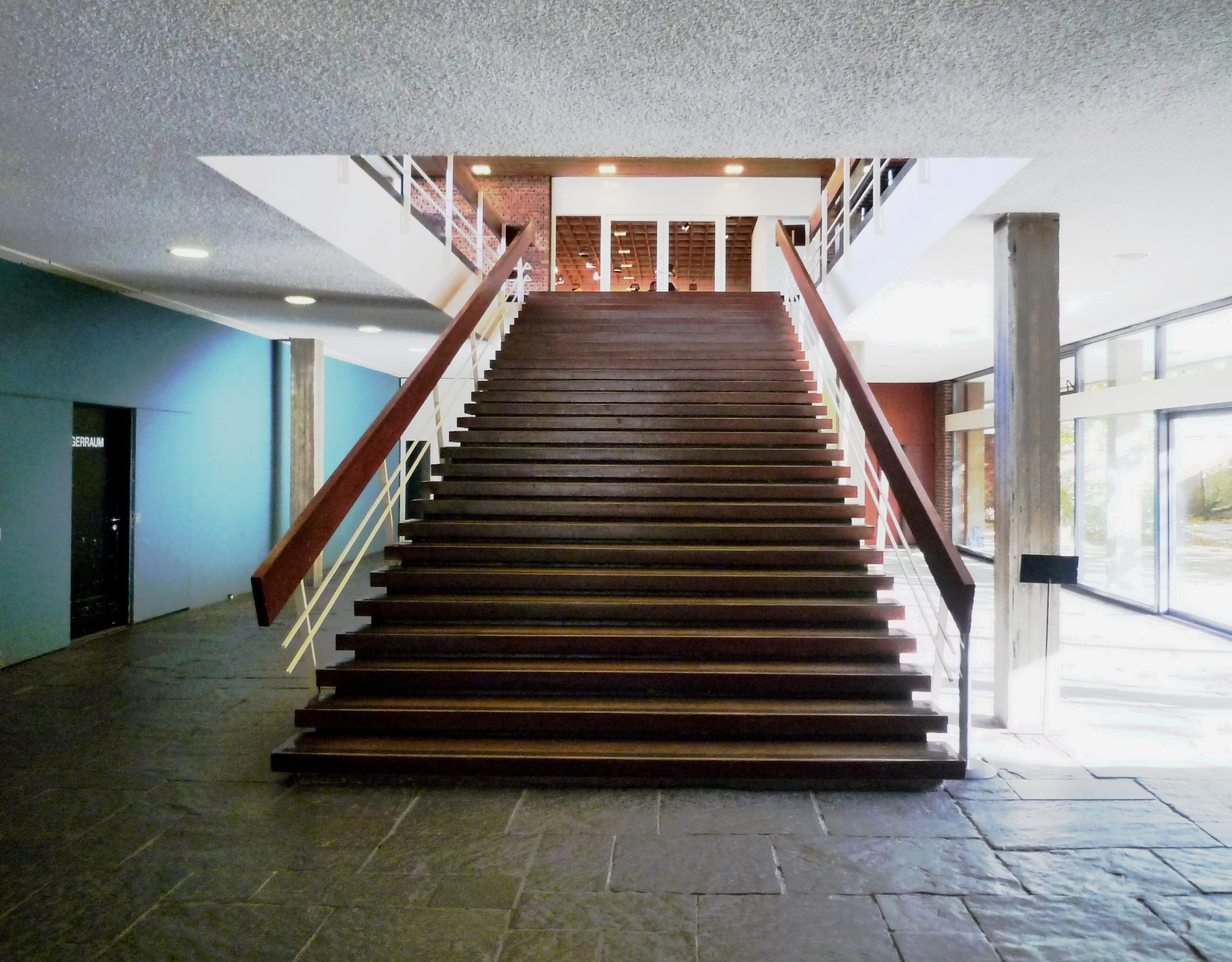
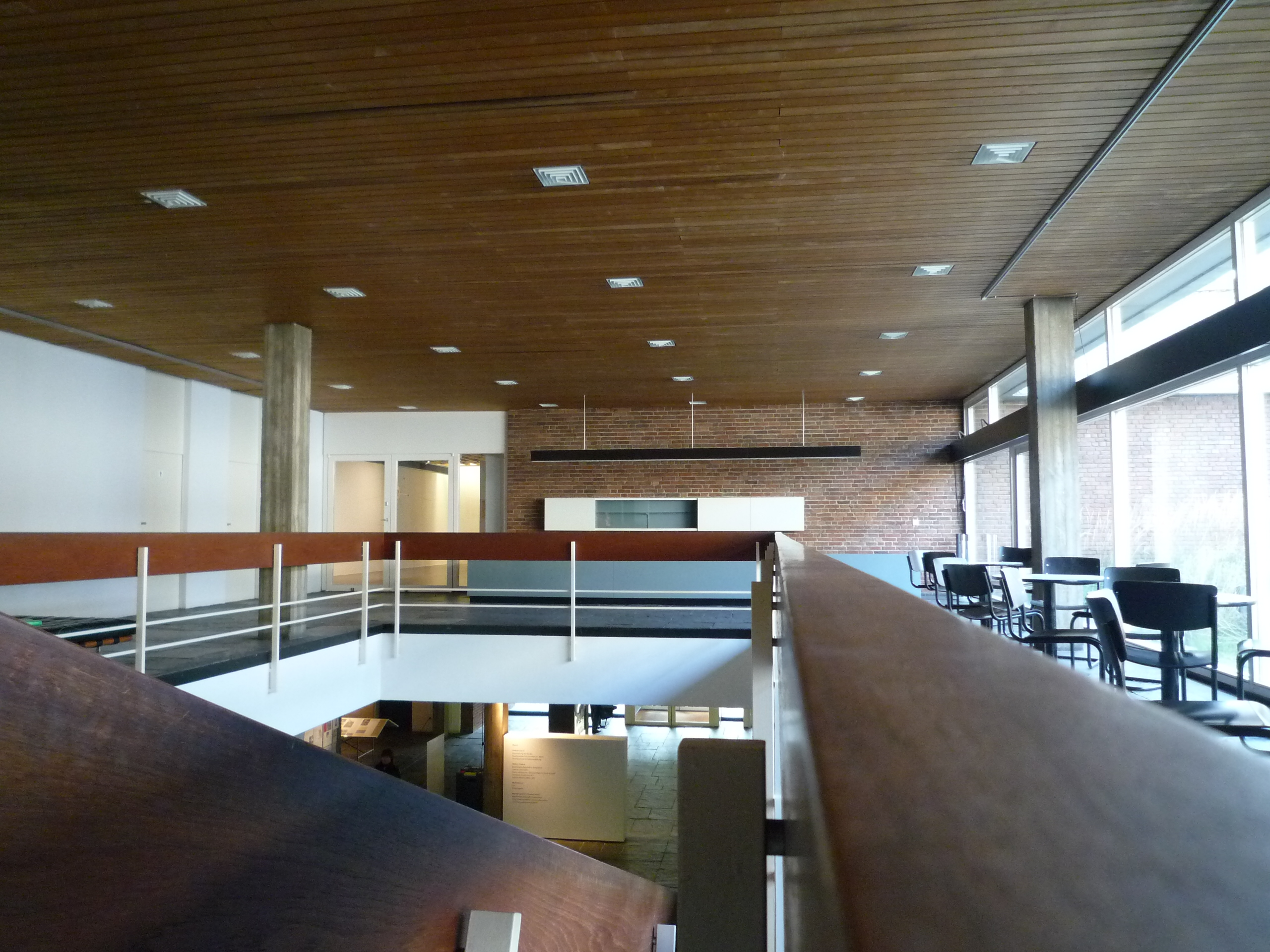
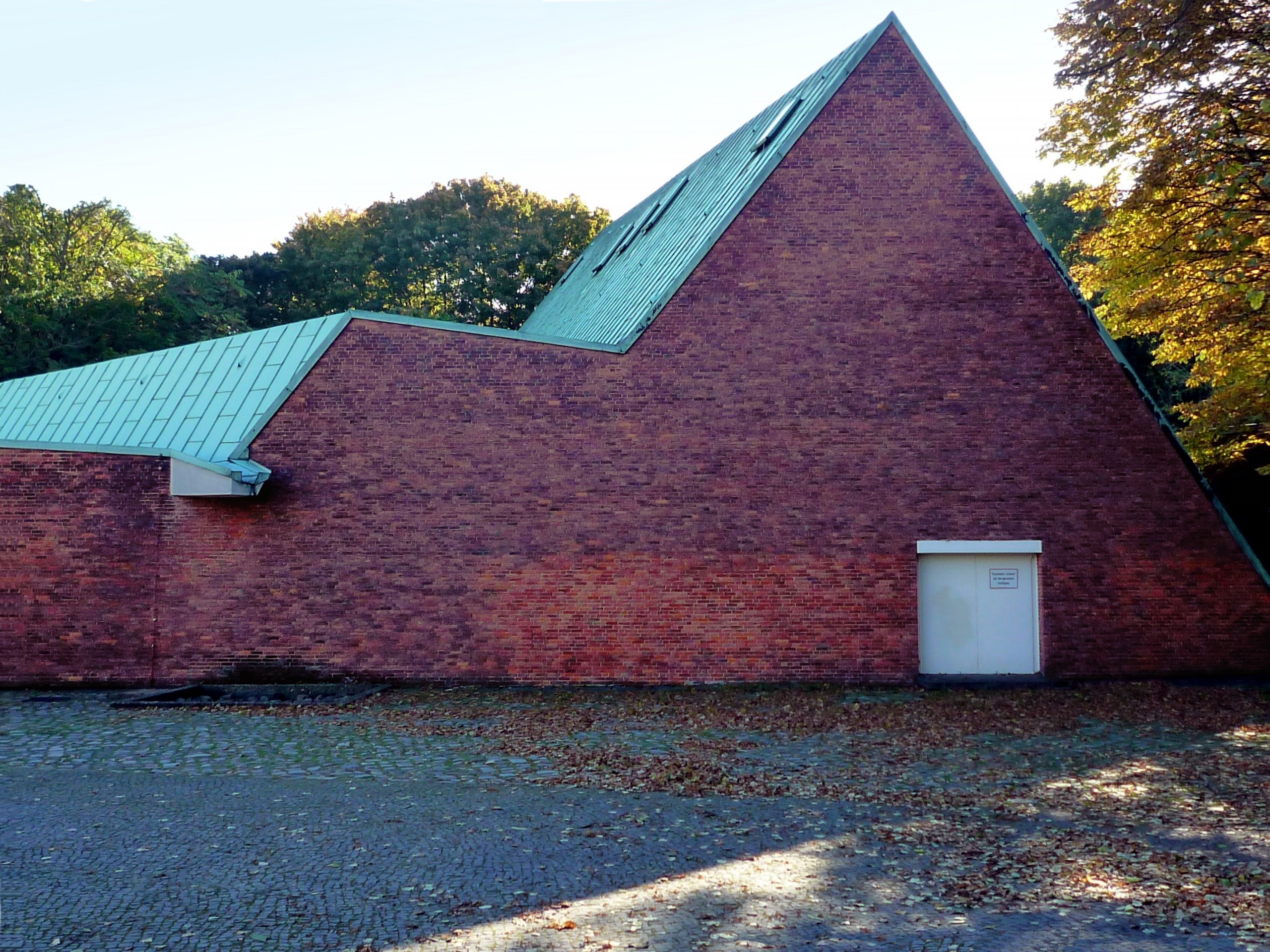